# Classe Luhu
La classe Harbin o Tipo 052 (nome in codice NATO: Luhu), è una classe di cacciatorpediniere di fabbricazione cinese entrata in servizio nella Marina dell'esercito popolare di liberazione a partire dal 1994 ed il cui nome in codice è divenuto, in Occidente, più noto del suo originale nome di progetto.
Costruita in due sole unità è stata impiegata come base per lo sviluppo della classe Luhai e per le unità della classe Luyang I, quest'ultima caratterizzata da linee marcatamente stealth.

## Storia
Il 27 febbraio 2012, il cacciatorpediniere lanciamissili Type 052 Qingdao (113), insieme alla fregata Type 054A Yantai (538)  e il rifornitore di squadra Weishanhu (887), formati nella 11ª flottiglia, sono partiti dalla città di Qingdao per condurre missioni di scorta ed antipirateria nel Golfo di Aden e nelle acque della Somalia.
Il 16 febbraio 2013, il cacciatorpediniere lanciamissili Type 052 Harbin (112), la fregata Type 053H3 Mianyang (528) e il rifornitore Weishanhu (887) formati nella 14ª flottiglia, sono partiti dalla città di Qingdao per condurre missioni di scorta ed antipirateria nel Golfo di Aden e nelle acque della Somalia.
In ottobre 2013 la Qingdao (113) ha partecipato alla International Fleet Review 2013, a Sydney, Australia.

## Unità
| Nome                | Cantieri | Varo            | Entrata in servizio | Flotta                    | Status |
| ------------------- | -------- | --------------- | ------------------- | ------------------------- | ------ |
| 哈尔滨 Harbin (112) | Jiangnan | 28 agosto 1991  | 8 maggittivo 1994   | Mar Cinese Settentrionale | Attivo |
| 青岛 Qingdao (113)  | Jiangnan | 18 ottobre 1993 | 28 maggio 1996      | Mar Cinese Settentrionale | Attivo |

## Utilizzatori
Cina
- Marina dell'Esercito Popolare di Liberazione

A dicembre 2022, 2 esemplari in servizio attivo.